# 2MASS J09153413+0422045
| 2MASS J09153413+0422045                                 | 2MASS J09153413+0422045         |
| ------------------------------------------------------- | ------------------------------- |
| Beobachtungsdaten Äquinoktium: J2000.0, Epoche: J2000.0 |                                 |
| Sternbild                                               | Wasserschlange                  |
| Rektaszension                                           | 09h 15m 34,1s                   |
| Deklination                                             | +4° 22′ 05″                     |
| Helligkeit (J-Band)                                     | gemeinsam: (14,548 ± 0,028) mag |
| Spektralklasse                                          | gemeinsam: L7                   |
| Astrometrie                                             |                                 |
| Entfernung                                              | ca. 15 pc                       |
| Eigenbewegung:                                          |                                 |
| Rek.-Anteil                                             | (−88 ± 18) mas/a                |
| Dekl.-Anteil                                            | (+40 ± 21) mas/a                |
| Doppelsystem                                            |                                 |
| Winkelabstand                                           | 0",73                           |
| Positionswinkel                                         | 205°                            |
| Katalogbezeichnungen                                    |                                 |
| 2MUCD 20335                                             |                                 |

2MASS J09153413+0422045 ist ein etwa 15 Parsec entferntes Doppelsystem im Sternbild Hydra mit einer Spektralklasse von L7.